# Creagrutus phasma
Creagrutus phasma är en fiskart som beskrevs av Myers 1927. Creagrutus phasma ingår i släktet Creagrutus och familjen Characidae. Inga underarter finns listade i Catalogue of Life.